# Florenc 13,30
Florenc 13,30 je česká filmová veselohra z roku 1957 režiséra Josefa Macha s Josefem Bekem v hlavní roli. Snímek vypráví příběh větší skupiny lidí, kteří cestují luxusním autobusem Škoda 706 RTO z Prahy-Florence do Karlových Varů.

## Základní údaje
- námět, scénář a režie: Josef Mach
- kamera: Jan Stallich
- hudba: Ludvík Podéšť
- výprava-architekt: Jan Zázvorka
- kostýmy: Karel Postřehovský
- střih: Josef Dobřichovský
- zvuk: Adolf Böhm
- vedoucí produkce: Ladislav Kalaš
- výroba: Filmové studio Barrandov
- další údaje: černobílý, 86 min.
- premiéra: 27. 12. 1957

## Obsazení
| Josef Bek            | řidič autobusu Jan Chalupa                                             |
| Sylvie Daníčková     | dispečerka a cestující Barbora Jandová, zvaná Pusinka, Chalupova dívka |
| Valentina Thielová   | stopařka Miriam Plecitá                                                |
| Dana Medřická        | cestující Veselá                                                       |
| Karel Effa           | cestující Karel Koníček                                                |
| Jaroslav Vojta       | cestující Havrda                                                       |
| Marie Rovenská       | cestující Helča Havrdová                                               |
| Theodor Pištěk       | cestující Manda                                                        |
| Jaroslav Mareš       | cestující Vališ                                                        |
| František Filipovský | cestující Kadet, hodinář                                               |
| Jiří Sovák           | cestující Tachecí („neutrál“)                                          |
| Eman Fiala           | cestující Jeníček                                                      |
| Robert Vrchota       | cestující Herzán                                                       |
| Jiřina Bohdalová     | cestující Valerie Jírů                                                 |
| Stella Zázvorková    | cestující Hořejší                                                      |
| Eduard Dubský        | cestující Dusík                                                        |
| Vlastimil Brodský    | cestující Jan Maria Čuc, varietní kouzelník                            |
| Miloš Nesvadba       | cestující Alois Žejdlíček                                              |
| Lubomír Lipský       | cestující Balík                                                        |
| Václav Trégl         | dřímající cestující                                                    |
| Václav Lohniský      | cestující-čtenář                                                       |
| Rudolf Princ         | cestující Rychlík                                                      |
| Jaroslav Štercl      | řidič aerovky                                                          |
| Josef Hlinomaz       | řidič Tatry 8                                                          |
| Eva Geislerová       | cestující Šeříková                                                     |
| František Holar      | taxikář                                                                |
| Eva Štruplová        | dopravní dispečerka Autobusového nádraží Florenc                       |
| Karla Chadimová      | cestující                                                              |
| Stanislav Fišer      | řidič autobusu                                                         |
| Věra Koktová         | hostinská                                                              |
| Vítězslav Černý      | hostinský                                                              |
| Libuše Havelková     | bufetářka                                                              |
| Jan Cmíral           | řidič František                                                        |
| Jaroslav Cmíral      | Smrček, Barbořin spolužák                                              |
| Věra Filipová        | cestující                                                              |
| Antonín Hardt        | zpěvák z pěvecké skupiny                                               |
| Anna Gabrielová      | žena ve frontě na nástupišti                                           |
| Dagmar Zikánová      | cestující čtoucí Máj                                                   |
| Jana Kasanová        | mladá cestující s dlouhými vlasy                                       |
| Hana Talpová         | mladá cestující vedle Tachecího                                        |
| Alois Dvorský        | starší cestující na Florenci                                           |
| Bedřich Ulrych       | lesník                                                                 |
| Theodor Pištěk       | motocyklista                                                           |
| Dagmar Sedláčková    | hlas motoru „Škodověnky“                                               |
| Otakar Brousek       | hlas (průvodce filmem)                                                 |

## Citát
| „ | A tak slovo dá slovo a lidé ještě před chvílí zcela pokojní si vypovídají nesmiřitelné nepřátelství, jemuž se říká cestovní společenství. | “ |
| — Hlas průvodce filmu v úvodní části filmu, kdy se cestující shromažďují před vstupem do autobusu na Florenci. | |   |

## Děj
Děj filmu začíná krátce před odjezdem lázeňské autobusové linky z pražského autobusového nádraží na Florenci, která dle platného jízdního řádu odjíždí každý den ve 13.30 hodin z Prahy do Karlových Varů. 
Hlavní dějovou osu snímku tvoří milostný příběh řidiče autobusu Jana Chalupy (Josef Bek) a jeho dívky Barbory Jandové (Sylvie Daníčková), dopravní dispečerky z Florence, zvané Pusinka.
Děj filmu se odehrává ve dvou rovinách. V reálném čase spolu postavy hovoří a jednají, ve fiktivním světě pronášejí v duchu komentáře k ostatním postavám nebo si představují něco jiného, než reálně činí, což se také často objevuje v natočených fiktivních scénách, které se prolínají se skutečností.
Dopravní dispečerka Barbora, zvaná řidiči „Pusinka“ hlásí, že rychlíkový autobus do Karlových Var odjíždí z nástupiště č. 6 ve 13.30 hodin. Pak předá službu a jde sama k tomuto autobusu. Cestující se již shromažďují na nástupišti a začínají se tlačit, aby měli lepší pozici k nástupu.
Cestující Koníček pozoruje krásnou Barboru a představuje si, jak ona dobývá jeho srdce a jak je s ní v Českém ráji. Okolo Barbory se také točí cestující Herzán a Vališ. 
Cestující Veselá drží v náručí svého psa Mukyho. Cestující Manda neustále vypráví o fotbale.
Řidič Jan Chalupa najede k nástupišti, vezme od Barbory její tašku a dá ji na sedadlo za sebou. Cestují Veselá, která byla první u dveří autobusu se pak začne rozčilovat, že má „svoje“ místo obsazené. Další cestující se začnou cpát do vozu. Autobus přesně ve 13.30 vyjíždí z Florence.
Cestující pan Kadet, hodinář, který zůstal na Florenci, se začne hádat s dispečerkou, že bus odjel předčasně o tři minuty. Pak si vezme taxi a začnou bus stíhat. 
Barbora nakonec paní Veselé místo uvolní a sedne si vedle pana Vališe, neboť pan Herzán ji uvolnil své místo. 
Řidič si představuje, jak je s Barborou v autobuse sám a ona jej líbá.
Pan Kadet v taxi autobus dostihne, stojí jej to za taxi 22,50 Kčs. Sedne si v autobuse vedle paní Veselé, držící na klínu psa a hned se strhne hádka. Veselá se domáhá zásahu řidiče. Ten však nereaguje a jen ukazuje na nápis „S řidičem za jízdy mluviti zakázáno“.
Parta mladých s harmonikou začne hrát a zpívat. Šofér se přidá se svou „Šoférskou“ písničkou.
Cestující Koníček pozoruje zrcátkem vzadu sedící dívku, která si čte Máchův Máj, a představuje si, jak on sedí v kapitánském na lodi a hraje jí na kytaru a zpívá a dívka jej líbá. Cestující Jeníček s Mandou si vyprávějí o fotbale a kritizují současnou fotbalovou generaci. Cestující Hořejší a Veselá si povídají o módě. Veselá říká, že do lázní Karlovy Vary jezdí každý rok.
Řidič Jan Chalupa nezastaví dvěma stopařům. Barbora si o něm myslí, že je „silniční byrokrat“. Pak najednou zastaví stopařce Miriam se dvěma kufry a posadí ji na služební sedadlo napravo od řidiče. Barbora se mračí, nelíbí se jí to.  Jan si v duchu směrem ke stopařce říká „hezká holka“, Miriam zase vidí „chlapské srdce, které by mohla potřebovat“. Mezi cestující vznikne hádka, zda řidič měl či neměl zastavit.
Cestující Kadet říká, že ztratili 90 vteřin a jízdní řád se musí dodržovat. Někteří cestující vyzývají řidiče, aby zrychlil a ztrátu dohnal. Miriam vyzývá řidiče, aby se s autobusem vznesl. To se také stane. Barboře se to líbí, aspoň by Honzíček nesbíral děvčata po silnicích. Řidič se pak na žádost cestujících vrátí na silnici a zastaví v motorestu ČSAD.
Miriam mu nabídne cigaretu a řekne mu, že je nejhodnější řidič na dvaapadesáté rovnoběžce. 
Při nákupu občerstvení cestující Dusík odcizí cestujícímu Vališovi portmonku z náprsní kapsy. Vidí to jen cestující Tachecí, ale říká si „Co tě nepálí, nehas“. 
Barbora zpovídá řidiče Honzu, odkud zná Miriam. Miriam mu přinese kávu jako vděk za to, že jí zastavil. Mezitím Barbora koupila dvě limonády a čeká marně na Honzu.
K motorestu přijede Tatra 603 a z ní vystoupí pan Smrček, bývalý spolužák Barbory. Ta mu nabídne limonádu, co koupila původně Honzovi. Když to vidí Honza, políbí schválně ruku Miriam. K tomu přiběhne ještě servírka se slovy „Honzo, kde vězíš“ a nese mu polévku.
Barbora se naštve, vezme si kufr z autobusu a odchází. U motorestu zrovna zastaví z opačné strany jízdy autobus ČSAD, řidič volá na Barboru „Pusinko“ a ta s ním odjede. 
Miriam vidí, že způsobila řidiči Janu Chalupovi nepříjemnosti.
Karel Koníček, sedící celou dobu zastávky v autobusu, když vidí Miriam vstupovat do vozu, tak si představuje, jak ona jej políbí, sedne za volant a vydá se na cestu. Ona řekne, že jedou do Vršovic na Obvodní národní výbor s tím, že svatba bude v neděli. Koníček říká, že se ale ženit nechce. Miriam opustí místo u volantu, autobus jede sám. Koníček když to vidí, tak se svatbou souhlasí, jen aby Miriam opět začala vozidlo řídit. Koníček se pak probudí, když mu cestující Jírů řekne, že má asi horečku.
Barbora si uvědomila svoje chování a po několik zastávkách vystoupila z autobusu. Do Prahy bylo 68 km, do Karlových Varů 52 km. Rozhodla se vydat do Karlových Varů pěšky.
Řidič Jan Chalupa s autobusem mezitím pokračoval směrem do Karlových Varů.
Miriam si přála v autobuse nějakou hudbu, řidič tedy pustil jazz. Cestující Herzán se připojil hrou na trubku. Manželé Havrdovi by však raději starou českou hudbu. Řidič i toto přání splnil. Pak pustil pochod, ten se líbil jen panu Mandovi. Protestovala paní Hořejší i paní Veselá. Řidič jim pustil valčík. 
Barborka jde dlouho pěšky, odmítne se nechat svézt aerovkou, unavená pak nasedne do Tatraplánu, který ji zastavil. Když řidič píchne pneu, přesedne k motocyklistovi, který ji zastavil.
V autobusu se cestující neustále přou, jakou hudbu by měl řidič pouštět, nebo zda má být ticho. Další hádka vznikne kvůli otevírání oken. Cestující Jeníček s Mandou, každý fandící jinému pražskému klubu, se do sebe pustí. Cestující Kadet se domáhá jízdy do Žatce, místo do Karlových Var.
Náhle zjistí pan Tachecí, že mu zmizela peněženka. Obviní pak pana Vališe, že je zloděj. Všichni si začínají kontrolovat kapsy a zavazadla, zda jim také něco nechybí. Začnou šacovat pana Vališe. Povstane však cestující Jan Maria Čuc, kouzelník a eskamotér, mistr magie a peněženky jim předá s tím, že je zajistil. Vališ jej obviní, že on je ten zloděj. Čuc, aby dokázal, že je iluzionista a ne zloděj, začne tahat z kabátu jednoho králíka za druhým a pak holuby. V autobuse vznikne zmatek.
Barborka mezitím sesedla z motocyklu a šla pěšky, čekala, až jí předjede Jan s autobusem. Ten však nezastavil. Barborce ale zastavil řidič aerovky.
Autobus se najednou zastavil, ozvala se rána v motoru. Jan motor otevře a motor začne sám mluvit. Říká, že lidé jsou zvláštní plemeno, když mají jet společně kousek cesty, tak by jeden druhého uštípal. Motor řekne, ať jdou všichni tlačit.
Vališ si lehne na střechu autobusu, pan Kadet zůstane ležet v trávě. V autobusu zůstaly v rozhovoru sedět paní Hořejší a Veselá a začaly si stěžovat, že to jede nějak pomalu. Nakonec se i ony přidaly a tlačily autobus. 
Mezitím aerovka s Barborkou předjela autobus. 
Cestující stále svorně tlačí autobus, povzbuzují se navzájem slovy „hej rup“. Motor pak naskočí.
Cestující mají radost, že společnými silami autobus uvedli do chodu.  Jsou jako vyměnění, usmívají se na sebe a dávají si přednost při nástupu do vozu.  Motor si říká: „Světe zboř se. Lidé přicházejí k rozumu“.
V Karlových Varech čeká na pana Žejdlíčka Anna s kočárkem s Lojzíčkem, jeho novorozeným synem. Pan Herzán pomůže se zavazadly paní Veselé. Manda s Jeníčkem jsou na fotbal.
Panu Koníčkovi se při vystupování zdá, že jej místní ženy vítají s transparenty a skandováním „Ať žije Koníček!“  Ve skutečnosti si jej však odchytí a za ruku odvede paní Jírů.
Řidič Jan se setká s Barborkou a slíbí si, že on už nebude sbírat slečny po silnici a ona, že už mu nikdy neodjede. Společně se pak vydají na kolonádu.

## Zajímavosti
- Pozdější známý filmový režisér a scenárista Antonín Kachlík byl asistentem režie
- Na filmu spolupracoval také Karel Čáslavský jako asistent výroby
- Text k písni „Šoférská“ napsal básník Josef Kainar
- V roce 2007, u příležitosti Mezinárodního filmového festivalu a 50 let od natočení filmu „Florenc 13.30“, vypravila společnost Autobusy Karlovy Vary na nostalgickou jízdu mezi Prahou a Karlovými Vary historický autobus Škoda 706 RTO, který maximálně kopíroval původní trasu z Prahy do Karlových Varů, po které jel autobus ve filmu „Florenc 13.30“.[1]